# Le parole sognate dai pesci
Le parole sognate dai pesci è il terzo libro scritto da Davide Bernasconi, edito da Bompiani nella collana Assaggi e pubblicato nel 2003.
Il libro racconta la vita di un piccolo paese sulle rive di un lago, raccontata attraverso le storie di piccola gente che non sa di essere grande e le loro improbabili avventure che si trasformano in epopee intorno al tavolo dell'unico bar, tra sigarette e ricordi, parole e liquori, fantasmi e visioni di terre promesse. C'è chi ha cercato fortuna in America, chi ha combattuto guerre nascosto in una cantina, chi si è improvvisato rapinatore guardando una pistola "made in China", chi è finito in manicomio circondato da angeli coi camici bianchi, chi ha aspettato inutilmente l'arrivo di un meccanico che gli riparasse gli ingranaggi di un sogno inceppato.

## Edizioni
- Davide Bernasconi, Le parole sognate dai pesci, collana Assaggi, Bompiani, 2003,  p. 91, ISBN 88-452-5523-9.